# Förmånstagare
Förmånstagare  är beteckningen på den eller de personer som erhåller eller ska erhålla utfallande försäkringsbelopp på grund av förmånstagareförordnande till försäkring.
Det är försäkringstagaren (ägaren) som bestämmer vem som ska vara förmånstagare.
Förmånstagareförordnande kan inte upphävas eller ändras genom testamente. Ett förmånstagarförordnande ska vara egenhändigt undertecknat av försäkringstagaren och insänt till försäkringsbolaget för att vara gällande. En förmånstagare kan vara en fysisk eller juridisk person.

## Om Pensionförsäkring
Förmånstagare till en kapitalpension eller pensionsförsäkring kan endast väljas ur en begränsad krets enligt inkomstskattelagen.
Den begränsade kretsen är
- Maka/make/registrerad partner eller tidigare maka/make/registrerad partner
- Sambo eller tidigare sambo
- Barn
- Styvbarn eller fosterbarn

Om styvbarn eller fosterbarn ska vara förmånstagare måste dessa vara namngivna i förordnandet med personnummer och relation till försäkringstagaren. Detsamma gäller även för tidigare maka/make/registrerad partner eller sambo samt barn till dessa.
Försäkringsbolagen har i allmänhet generella förmånstagareförordnanden. "I första hand till maka/make/registrerad partner eller sambo och i andra hand till barn". Med begreppet barn avses försäkringstagarens arvsberättigade barn i första led. Det innebär att barnbarn inte är tillåtna förmånstagare på en pensionsförsäkring.
Den person som försäkringstagaren är gift med vid tidpunkten för försäkringsfallet. Med maka/make jämställs registrerad partner enligt lagen om registrerat partnerskap. Förordnande anses förfallet när mål om äktenskapsskillnad inletts genom att stämningsansökan eller gemensam ansökan ingetts till tingsrätten.

## Om Kapitalförsäkring
Med kapitalförsäkring avses en livförsäkring som inte är en pensionsförsäkring.